# Theodor Wittmaack
Theodor Wittmaack (* 1817; † 1873) war ein deutscher Arzt mit neurologischen Interessen. Nach ihm wird das Restless-Legs-Syndrom auch teilweise Wittmaack-Ekbom-Syndrom genannt.

## Leben
Wittmaack studierte bei Peter Krukenberg. Während der Schleswig-Holsteinischen Erhebung (1848–1851) arbeitete er als Arzt in verschiedenen Lazaretten. Später ließ er sich als praktischer Arzt in Altona nieder.
Wittmaack beschrieb 1861 in seinem Lehrbuch der Nervenkrankheiten drei zentrale Symptome des Restless-Legs-Syndroms:
1. Ein schwer zu beschreibendes Gefühl in den Beinen („eine nicht näher zu beschreibende Empfindung […], ohne allen Schmerz, ohne Ziehen.“)
2. Unruhe in den Gliedmaßen („als wäre […] ein Geist der Unruhe […] in die Beine gefahren.“)
3. Das Auftreten beim Einschlafen („theils gegen Abend, besonders aber im Bett bis zum Einschlafen.“)

Er benannte die Erkrankung nach ihrem auffälligsten Symptom, den unruhigen Beinen, als Anxietas tibiarum ‚Ängstlichkeit der Schienbeine‘.

## Schriften

### Medizinische Schriften
- Beiträge zur rationellen Therapie nebst Beleuchtung der Prager und Wiener Schule. Für praktische Ärzte. August Hirschwald, Berlin 1857 (Google Buchsuche).
- Die Hysterie (Hyperaesthesia psychica sexualis) in pathologischer und therapeutischer Beziehung. Ernst Schäfer, Leipzig 1857 (Google Buchsuche).
- Die Hypochondrie (Hyperaesthesia psychica – Romberg) in pathologischer und therapeutischer Beziehung nebst einigen vorgängigen Bemerkungen über die Bedeutung der psychischen Heilmittel. Ernst Schäfer, Leipzig 1857 (Google Buchsuche).
- Die intermittierenden chronischen Cerebralkrämpfe Epilepsia in pathologischer und therapeutischer Hinsicht dargestellt von Theodor Wittmaack. Ernst Schäfer, Leipzig 1858 (Google Buchsuche).
- Populäres Handbuch der Diätetik oder vollständige Anweisung zur Erhaltung der Gesundheit und fortlaufenden Verjüngung des Lebens bis in das späte Alter. Dem jetzigen Standpunkt der Naturwissenschaften gemäß unter Berücksichtigung der Verhältnisse des praktischen Lebens. 1. Auflage. Ernst Schäfer, Leipzig 1858 (Zweite Auflage: 1860).
- Handbuch der rationellen Therapie. Vom heutigen Standpunkt wissenschaftlicher Forschung und klinischer Erfahrung. Für praktische und angehende Aerzte. Band 1. Ernst Schäfer, Leipzig 1858 (Google Buchsuche).
- Handbuch der rationellen Therapie. Vom heutigen Standpunkt wissenschaftlicher Forschung und klinischer Erfahrung. Für praktische und angehende Aerzte. Band 2. Ernst Schäfer, Leipzig 1859 (Google Buchsuche).
- Behandlungen der konstitutionellen Krankheiten. 1860.
- Lehrbuch der Nervenkrankheiten auf Grundlage physiologischer Begriffsbestimmung des Krankseins und mit steter Berücksichtigung der Untersuchungsergebnisse bis auf die Gegenwart. Pathologie und Therapie der Sensibilität-Neurosen mit Einschluss der primär psychisch bedingten auf Grundlage physiologischer Begriffsbestimmung des Krankseins und mit steter Berücksichtigung der Untersuchungsergebnisse bis auf die Gegenwart. Band 1. Ernst Schäfer, Leipzig 1861 (Google Buchsuche).
- Gegenerklärung. In: Alexander Göschen (Hrsg.): Deutsche Klinik. Band 12. Georg Reimer, Berlin 1860, S. 158 (Google Buchsuche).

### Sonstiges
- Geschichte der Seelengefühle vom naturhistorischrationellen Standpunkt mit Berücksichtigung ihrer ästhetischen Seite. Für gebildete Leser herausgegeben. Christian Ernst Kollmann, Leipzig 1856.
- Die Reise nach Juliushal von Th. Wittmaack. Christian Ernst Kollmann, Leipzig 1857 (Google Buchsuche).
- Licht und Geist oder die Lehre von den belebenden Prinzipien in der organischen Natur. Nebst einem Anhange. Den Freunden der Naturwissenschaften und Philosophie im Interesse einer vernunftgemäßen Aufklärung gewidmet von Dr. Theodor Wittmaark. Christian Ernst Kollmann, Leipzig 1858 (Google Buchsuche).